# 전화의 저편
《전화의 저편》(Paisa, Paisan, 파이자)은 이탈리아에서 제작된 로베르토 로셀리니 감독의 1946년 전쟁, 드라마 영화이다. 렌조 아반조 등이 주연으로 출연하였고 로베르토 로셀리니 등이 제작에 참여하였다.

## 내용
제2차대전 말기에 시칠리아섬에 상륙한 미군이 북부의 포 강에 이르기까지의 이탈리아 여러 곳에서 일어났던 여섯 가지의 에피소드를 옴니버스 형태로 배열한 것이다.
- <제1화> 시칠리아섬에 막 상륙한 젊은 미군이 깊은 밤에 길 안내를 하는 이탈리아 처녀에게 가족의 사진을 보여 달라고 요구하다가 저격당한다.
- <제2화> 점령 직후의 나폴리. 물건을 훔친 어린이를 쫓던 흑인 병사가, 그 어린이가 살고 있는 빈민굴을 보고는 그대로 돌아온다.
- <제3화> 황폐한 로마. 이탈리아의 창녀와 미군이 상기하는 해방 직후의 애정관계.
- <제4화> 시가전이 벌어지는 피렌체. 이탈리아의 화가를 방문하는 미군의 간호원.
- <제5화> 북부 이탈리아의 산 속에 있는 수도원(修道院). 식량을 제공한 미군의 종군 목사가 엄격한 수도사(修道士)의 모습에 감동한다.
- <제6화> 포 강에 포위된 파르티잔 부대가 독일군에게 발견되어 강에 몸을 던져서 죽는다.

## 감상
감독 로셀리니가 기록영화와 같은 수법으로 전쟁의 에피소드를 재현시킨 네오 리얼리즘의 대표작이다. 특히 라스트의 파르티잔이 처형되는 롱 쇼트(long shot)는 유명하다.

## 출연

### 주연
- 렌조 아반조
- 로레나 베그

### 조연
- 메를린 베스
- 레이몬드 캠벨
- 매츠 칼슨